# Bramming
Bramming är ett järnvägssamhälle i Esbjerg kommun på Jylland i Danmark som bildades när  
Lunderskov–Esbjergbanen byggdes 1874 och Bramming–Tønder Jernbane året efter. 
Bramming, som tidigare kallades Bramminge, har 7 132 invånare (2021). Namnet kan spåras till år 1290, då som beteckningen på en by på ett näs vid Ilsted Å, och härstamnar troligen från ordet bram som betyder kant eller rand.

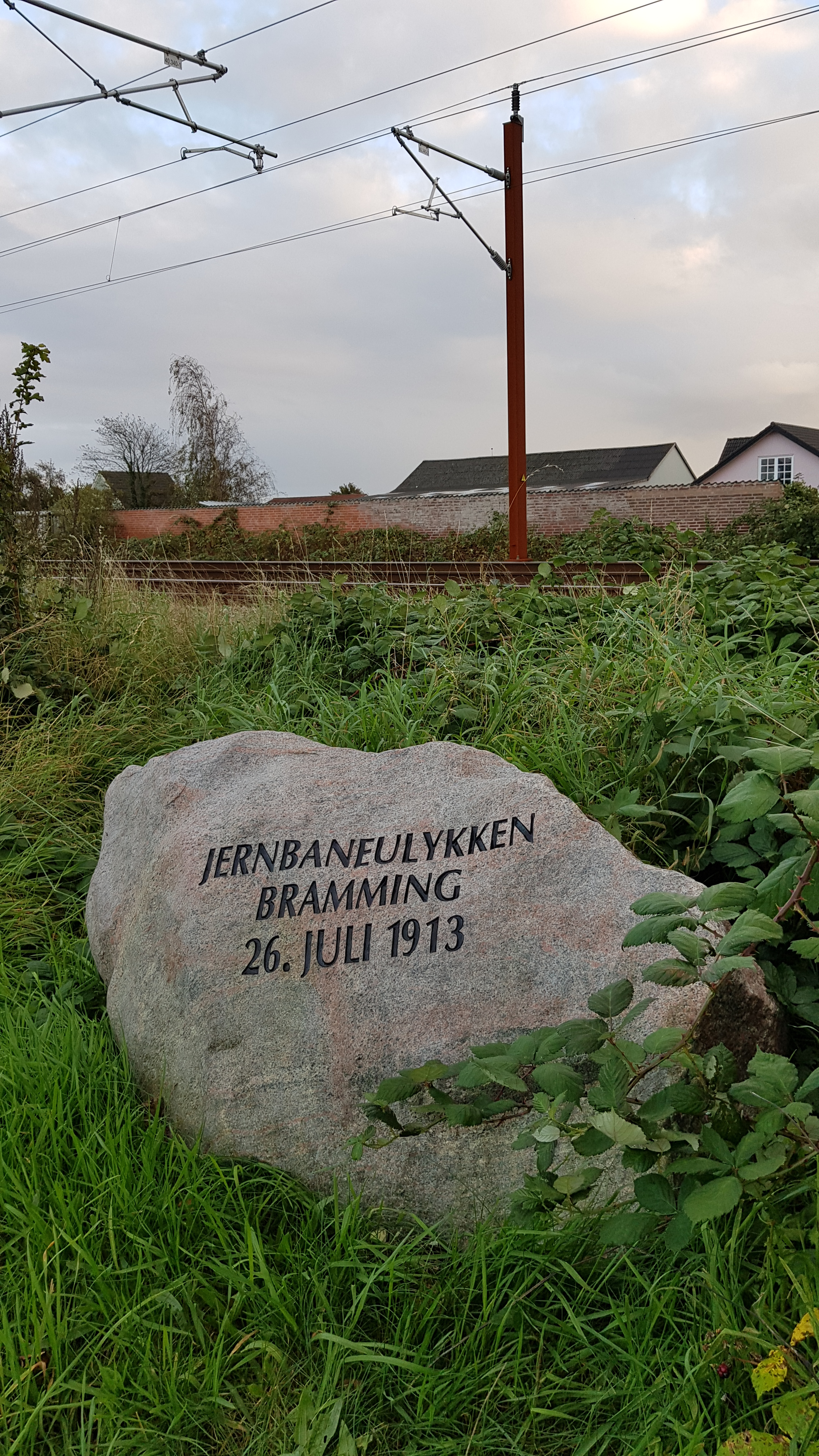
Minnesstenen.

Den 26 juli 1913 spårade ett tåg ur på väg mot Esbjerg strax utanför Bramning. Femton personer miste livet och ett femtiotal skadades. En minnessten har placerats på platsen.